# Lexus GS
Lexus GS — японский седан бизнес-класса, выпускавшийся подразделением автомобильной корпорации Toyota Motor Corporation с 1991 по 2020 год. Модель занимала промежуточную нишу между младшей серии Lexus IS и флагманской линейкой Lexus LS. Автомобиль предлагался с задним или полным приводом, а также в бензиновых и гибридных версиях.
Модели GS 300, GS 350, GS 400, GS 430 и GS 460 оснащались бензиновыми двигателями объёмом 3,0, 3,5, 4,0, 4,3 и 4,6 литра соответственно. Модель GS 450h имела гибридную силовую установку на базе 3,5-литрового бензинового двигателя.

## Первое поколение

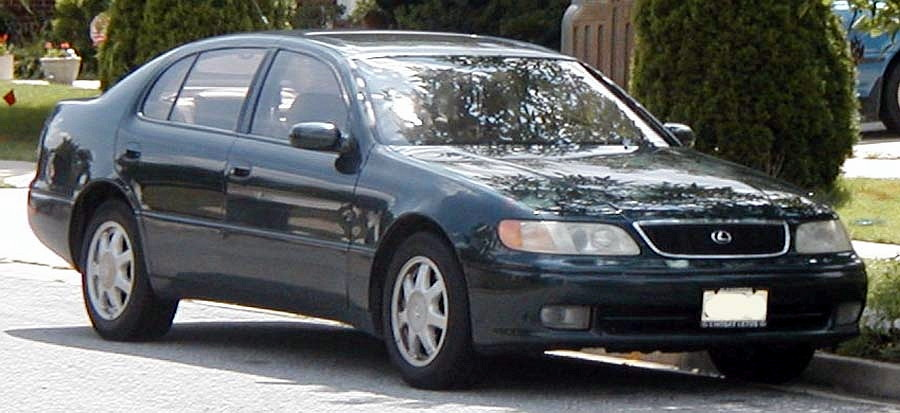
Lexus GS 300 первого поколения (1991—1997)

Кузов первого Lexus GS был спроектирован дизайнерским бюро Italdesign, руководителем которой является Джорджетто Джуджаро. Они же проектировали флагманскую модель фирмы Lexus LS и спорт-купе Lexus SC.
Таким образом, экстерьер Lexus GS (заводской код S 140) первого поколения был выполнен в европейском педантичном  стиле, хотя первоначально модель предназначалась для рынка Северной Америки. При проектировании кузова удалось добиться значения Cx=0,31, одного из лучших показателей того времени.
Первый Lexus GS был построен на платформе Toyota Platform S, на которой было построено несколько поколений Toyota Crown. Для внутреннего рынка Японии автомобиль выпускался под названием Toyota Aristo, производство которого началось в 1991 году. 
Заднеприводный седан имел независимую подвеску на двойных поперечных рычагах и две версии рядного 6-цилиндрового двигателя для японского рынка: атмосферный 2JZ-GE (3.0Q) мощностью 226 л. с. и 2JZ-GTE (3.0V) с двумя турбонагнетателями, мощностью 280 л. с. Последний двигатель предназначался только для Toyota Aristo, такой же двигатель ставился на Toyota Supra Mk IV в 1992 году.  
В интерьере Lexus GS использованы вставки из орехового шпона на центральной консоли, кожаные сиденья. В качестве опции предлагалась установка аудиосистемы премиум-класса Nakamichi, люка, 12-дискового CD-чейнджера и антипробуксовочной системы.
Производство Lexus GS 300 (JZS147) началось в феврале 1993 года в городе Тахара (Япония).
В 1996 году 4-ступенчатая автоматическая трансмиссия была заменена на 5-ступенчатую. Производство первого поколения GS продолжалось до конца 1996 года.

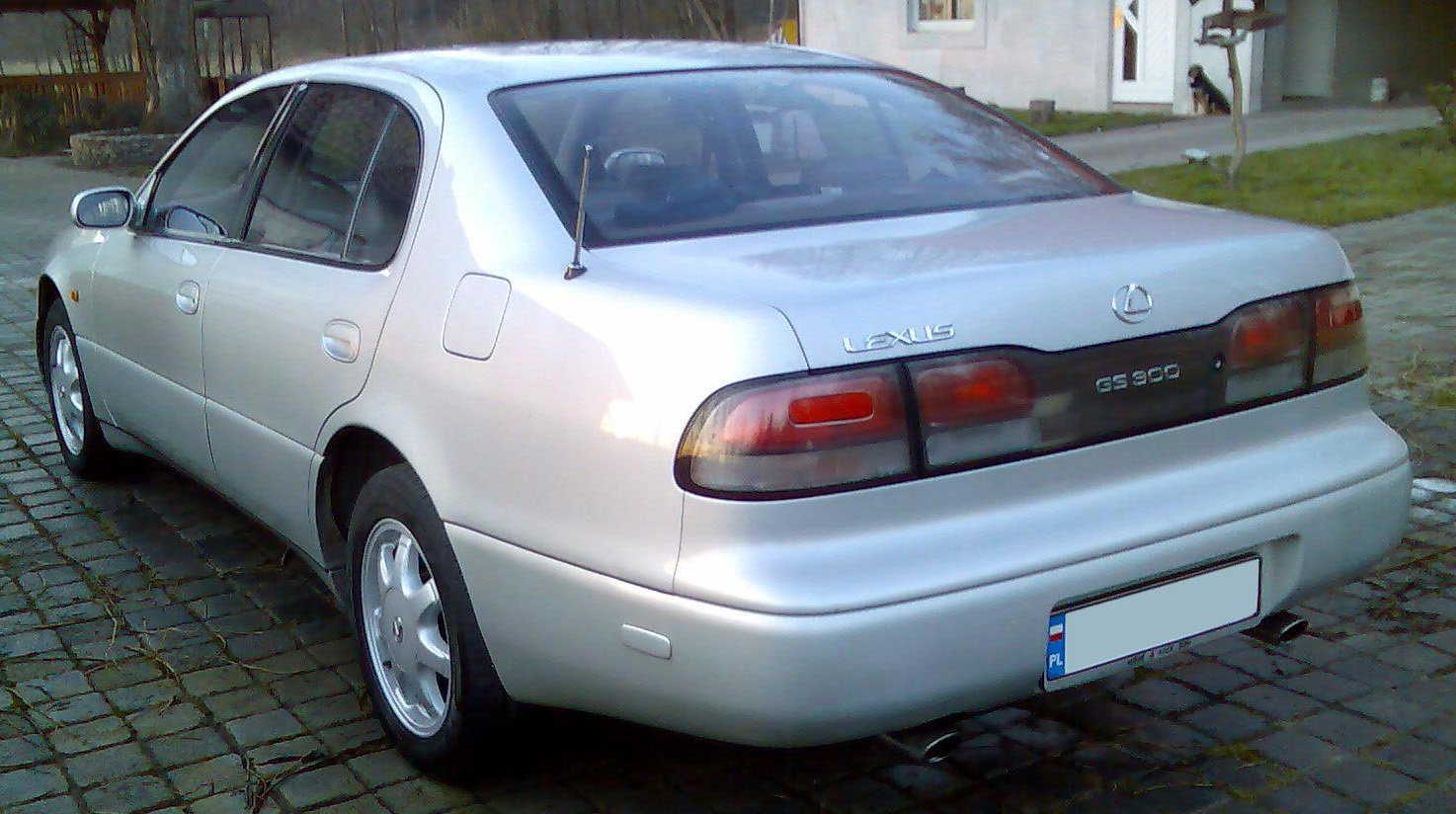
Lexus GS 300, европейская версия

###### Цены в США и Германии
В 1993 году было продано 19 164 экземпляров Lexus GS300, предназначенного для североамериканского рынка. Базовая цена автомобиля в годы дебюта составляла 37 930 долларов США. В 1997 году цена возросла до 46 195 долларов. Цена Lexus GS300 в Германии в 1997 году начиналась от 79 610 немецких марок.

## Второе поколение

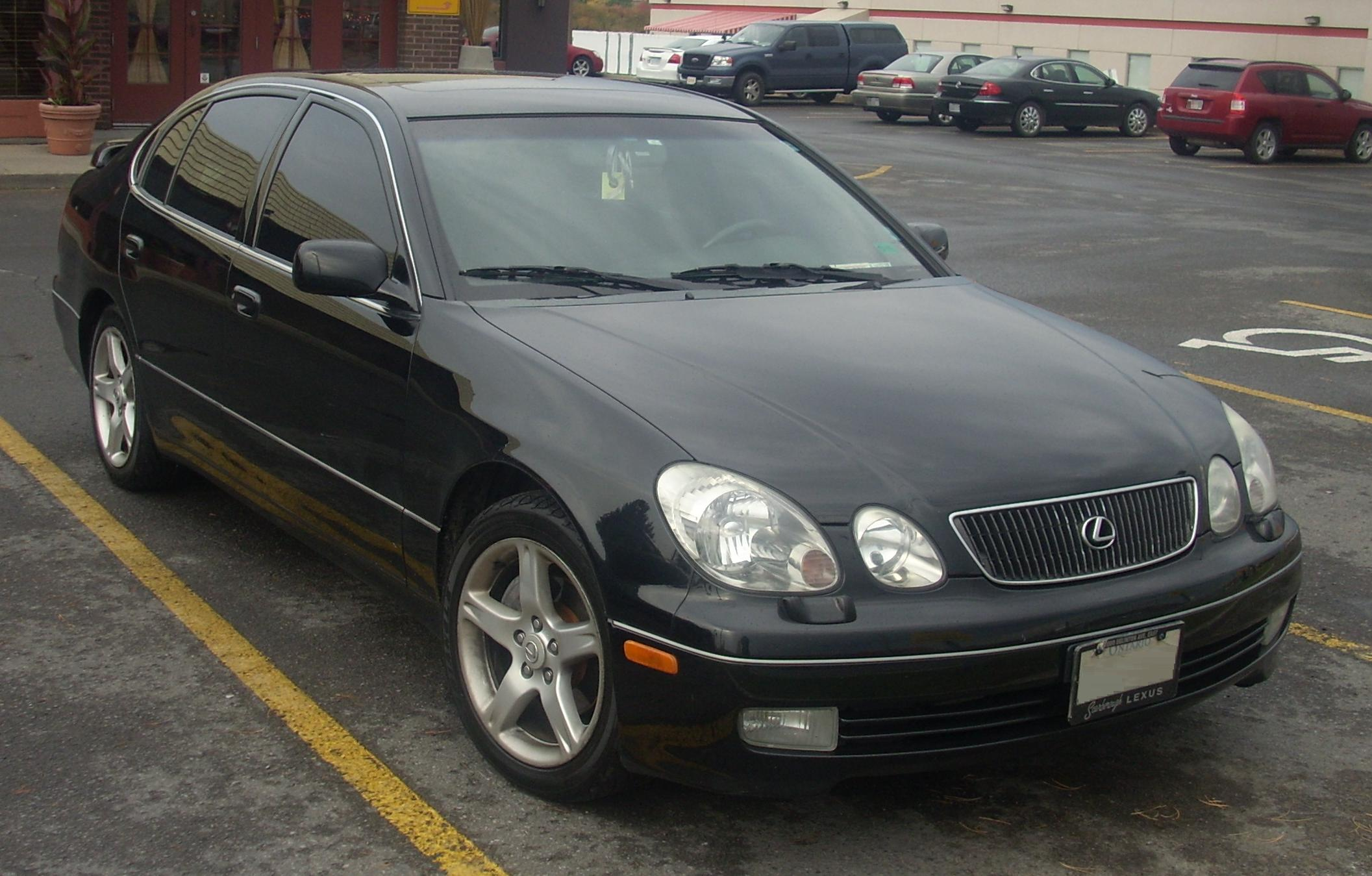
Lexus GS второго поколения

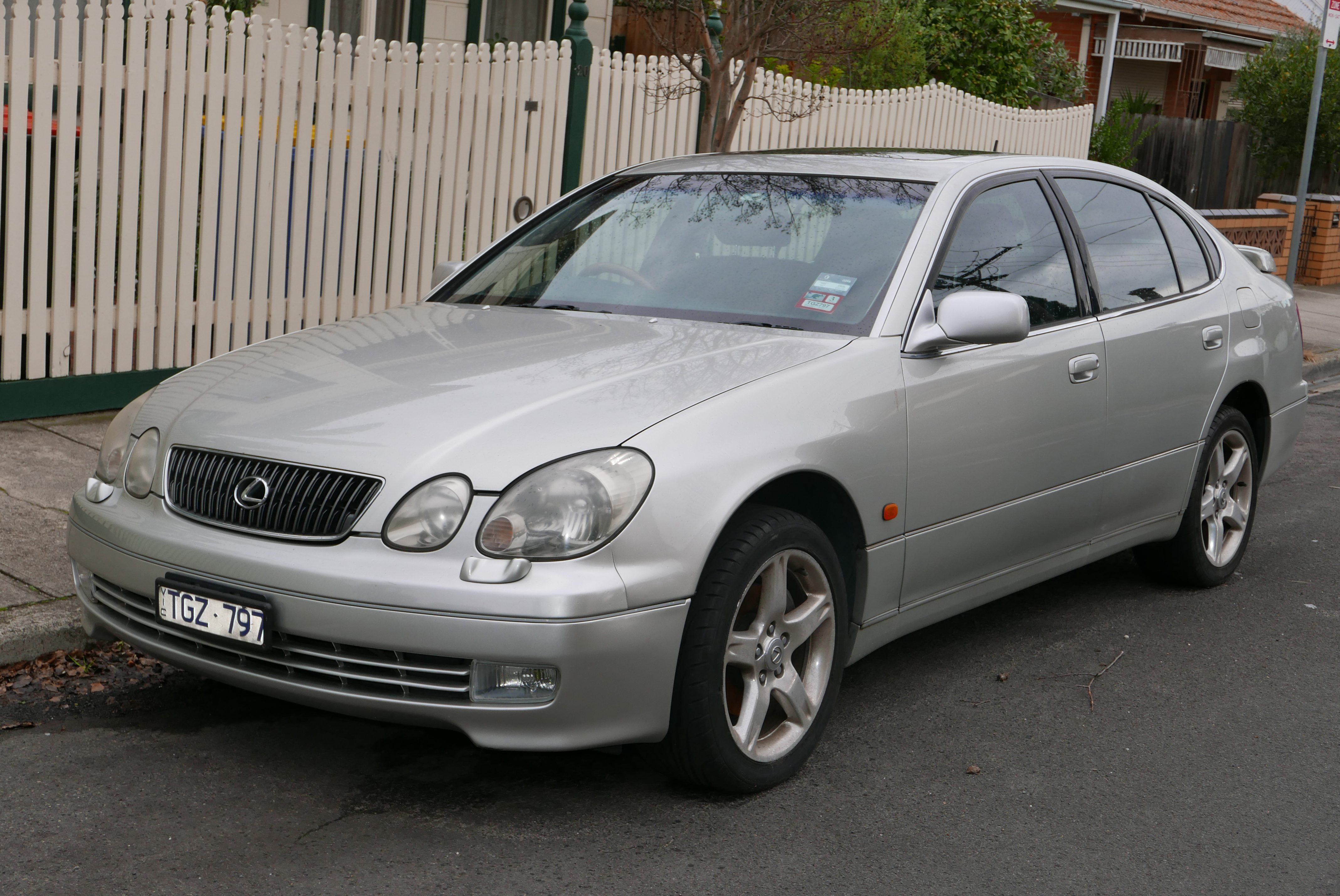
Lexus GS после рестайлинга 2002 года

Дизайн второго поколения Lexus GS создал шеф-дизайнер бренда Lexus Ясуши Накагава. Работа над дизайном нового поколения началась в 1993 году и заняла около 18 месяцев.
В 1997 году на автосалоне в Детройте была представлена предсерийная версия второго поколения Lexus GS (заводской код S 160), а полномасштабное производство этой модели началось в 1998 году. Производство второго поколения Toyota Aristo было запущено в Японии в 1997 году.
Автомобиль был построен на модифицированной заднеприводной платформе «S», и отличался от предыдущего поколения увеличенной колесной базой и выросшими габаритами. Особенностью экстерьера новинки стали двойные овальные фары головного света, в стилистике купе Lexus SC.
Модели с атмосферным двигателем 2JZ-GE имели обозначение JZS160, а модели с двигателем 2JZ-GTE с двойным турбонаддувом — JZS161. Такой же мотор ставился на турбированные версии Toyota Supra a80 c 1996 года для внутреннего рынка Японии. Система изменения фаз газораспределения VVT-i теперь стала стандартной.
На Aristo для версий с двойным турбонаддувом были доступны такие опции, как система электрического подруливания задних колес 4WS, система курсовой устойчивости VSC и автоматическая КПП с ручным секвентальным режимом.
Полноприводных версий производитель не предлагал. Дизайн новой модели создавался в Японии и следовал моде купе Lexus SC — имел четыре раздельные фары. Коэффициент аэродинамического лобового сопротивления Cx составлял 0,30. Lexus впервые использовал электролюминесцентную подсветку приборов Optitron, а также новую аудиосистему.
Отвечая возрастающим запросам американского рынка, была запущена новая модель GS 400, которая имела двигатель V8 1UZ-FE мощностью 300 л. с. с рабочим  объёмом 4 л. Автомобиль  разгонялся до 96 км/ч (60 миль/ч) за 5,4 секунды. Также предлагалась более спокойная версия нового поколения GS 300 с рядным 6-цилиндровым 3-литровым двигателем с мощностью 222 л. с. С таким двигателем разгон занимал 7,6 секунды. Обе модели укомплектовывались 5-ступенчатыми АКПП, а модель GS 400 к тому же имела кнопки переключения передач на рулевом колесе. И снова не было предложено «заряженных» версий с турбонаддувом для внешних рынков.
В 2001 году модель перетерпела рестайлинг. Изменению подверглись передняя и задняя оптика, а также передняя решётка радиатора. Ксеноновые фары головного света стали стандартом для двигателя V8 и опцией для 6-цилиндрового двигателя. Внутри появилось ещё больше дерева, накладки дверей производились из настоящего шпона, а средняя часть сидений была отдела настоящей кожей, кнопки переключения передач на руле теперь и в модели GS 300. В 2001 году двигатель появилась модель с двигателем 3UZ VVTI и стала называться GS 430. Максимальная мощность не возросла, зато увеличился крутящий момент.
В 2001 году Lexus также выпустил ограниченную серию автомобиля GS 300 «SportDesign», оборудованного спортивной подвеской как у модели GS 430, спортивными покрышками 225/55VR-16 Michelin Pilot HX и полированными колесными дисками. В салоне добавилась перфорированная кожаная обшивка,  отделка шлифованным алюминием и темным деревом ореха. К лету 2001 года было выпущено всего 3300 единиц GS 300 SportDesign (против 25000 автомобилей общей серии). Производство лимитированной серии продолжалось до 2005 года.
Седан GS был удостоен титула «Лучший импортный автомобиль 1998 года» авторитетного автомобильного издания Motor Trend. Также автомобиль вошёл в десятку лучших автомобилей 1998-2000 годов по версии журнала Car and Driver (Ten Best list 1998—2000).

## Третье поколение
О разработке нового поколения Lexus GS было объявлено в 1999 году. Интерьер и экстерьер разработал Ёсихидэ Хосода, опираясь на новую философию дизайна, выражаемую тремя иероглифами кандзи - «интригующая элегантность, видимая простота, соответствие ожидаемому».
Начальный модельный ряд включал модели GS 300 (GRS190) с новым двигателем V6 с рабочим объёмом 3,0 л (3GR-FSE) и GS 430 (UZS190) с двигателем V8 объёмом 4,3 л, который использовался на предыдущей поколении. Lexus GS 300 получил новый двигатель мощностью 257 л. с. с непосредственным впрыском топлива для всех рынков и Сингапура, исключая континентальную Азию. Двигатель был позаимствован у модели для японского рынка Toyota Mark X, также применялся на Toyota Crown Majesta.
В 2005 году на Североамериканском международном автосалоне (NAIAS) в Детройте было представлено  третье поколение седана GS.
Стала доступной модификация с полным приводом, получившая обозначение AWD, и это была первая модель Lexus, имеющая полноприводную трансмиссию. При этом Lexus не предложил вариант с постоянным полным приводом, а остановился на подключаемом передним приводе, что требует определённых навыков при вождении.

Производство третьего поколения началось в начале января 2005 года. Аналог модели для внутреннего рынка Toyota Aristo не был представлен, так как было принято решение об использовании единой марки Lexus для всего мира, включая внутренний рынок Японии.

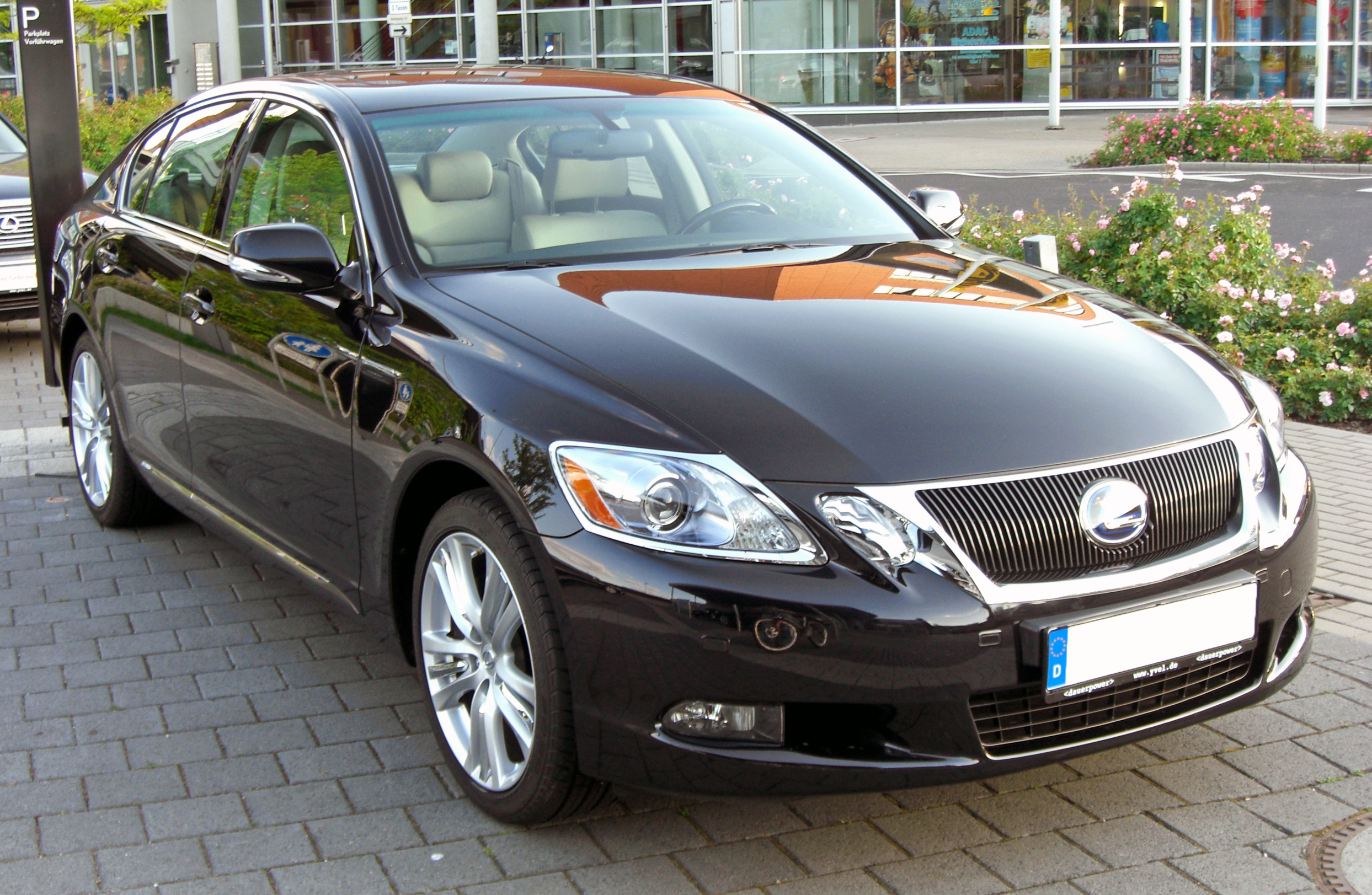
Lexus GS 450h

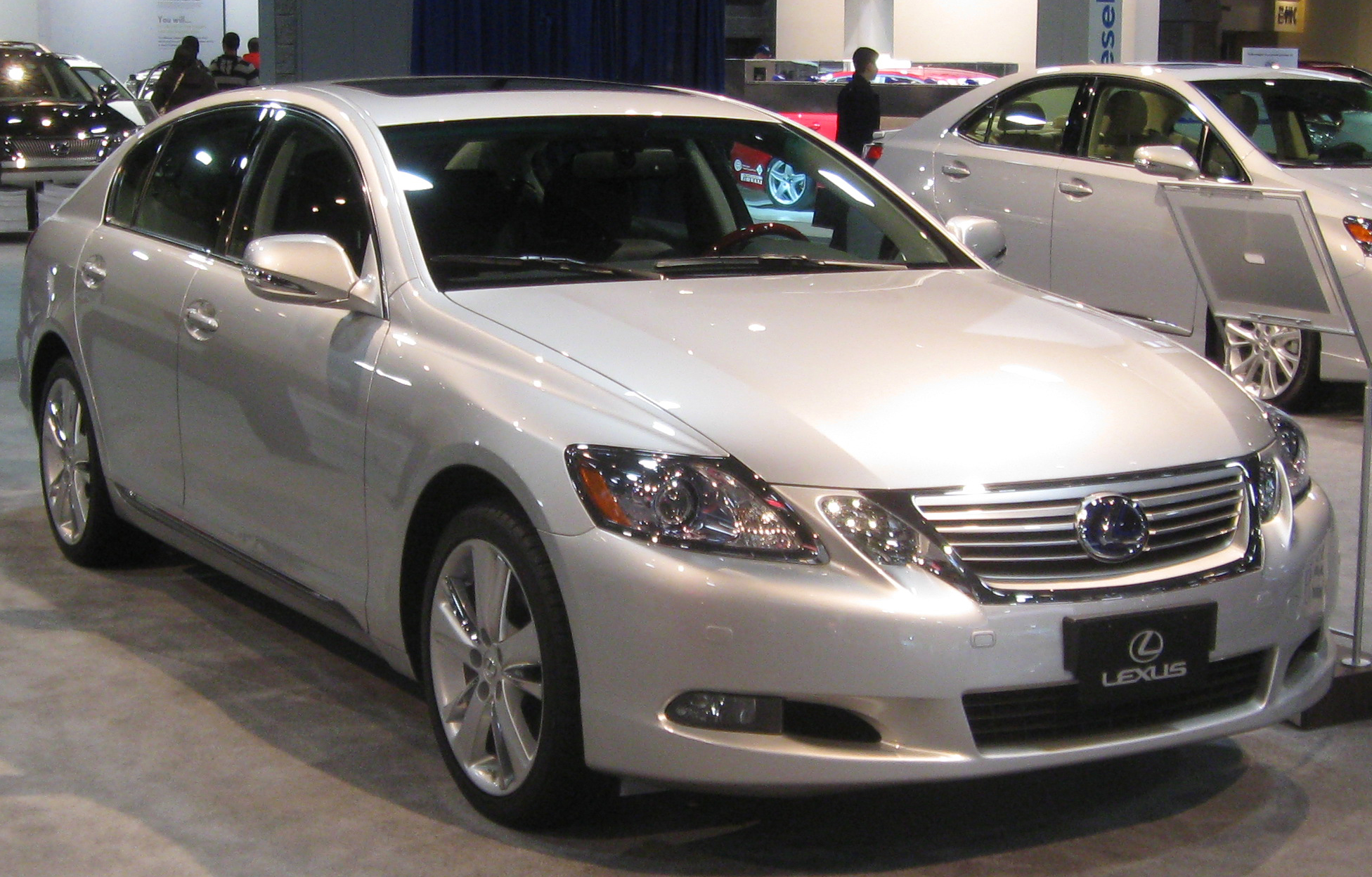
Lexus GS после рестайлинга 2010 года

Коэффициент аэродинамического сопротивления Cx кузова третьего поколения составлял всего 0,27.
Седан GS был первым в линейке автомобилей Lexus, кто получил систему бесключевого входа и запуска двигателя SmartAccess. Обновлённая модель комплектовалась сенсорным цветным дисплеем в центральной консоли, панелью приборов Optitron, меняющей свою интенсивность в зависимости от яркости солнечного света, светодиодным освещением салона, интерфейсом Bluetooth и музыкальной системой Mark Levinson.
С 2007 года началось производство седана GS 350 с новым  двигателем 2GR-FSE с рабочим объёмом 3,5 л , развивающим мощность 315 л. с. В данной модификации разгон 0-100 км/ч составлял 5.6 сек и эта конфигурация считается самая сбалансированная. В 2008 году 4,3-литровый двигатель был заменен на 4,6 литровый V8 (1UR-FE) мощностью 342 л. с. от старшей модели LS 460 (дефорсированного с 380 л.с.) с системой отключения нескольких цилиндров. От него же и досталась и новейшая 8-ступенчатая АКПП. Модель получила название GS 460.
Также обновлённая модель перетерпела небольшие косметические изменения, а именно новый передний бампер, обновленную переднюю светотехнику и решетку радиатора, новые варианты дисков и цветов кузова. Повторители поворотов теперь устанавливались в корпусах боковых зеркал. Также изменения коснулись салона: новое рулевое колесо, изменённая приборная панель и новые варианты отделки.
Гибридная версия
Новый двигатель 2GR-FSE с рабочим объёмом 3,5 л и непосредственным впрыском послужил основой для гибридной модели GS 450h. Модель была анонсирована на Нью-Йоркском международном автосалоне в 2005 году. Двигатель был агрегатирован с бесступенчатой трансмиссией и двумя мотор-генераторами. Система Lexus Hybrid Drive управляла агрегатом, обеспечивая максимальное снижение вредных выбросов. Мощность гибридного агрегата составляла 339 л. с., ускорение автомобиля до 96 км/ч достигалось за 5,9 с. Производство автомобиля началось в 2006 году.
Однако экспертам журнала «Авторевью» не удалось разогнать автомобиль до 100 км/ч быстрее, чем за 8,9 с. Также следует отметить, что никель-металлогидридные аккумуляторы сильно сократили объём багажного отделения.
В 2009 году для 2010 модельного года Lexus GS подвергся рестайлингу (для GS с европейского рынка — рестайлингом считался 2007 год). Производство третьего поколения Lexus GS было завершено в августе 2012 года после начала выпуска нового поколения.

## Четвёртое поколение
Работа над четвертым поколением началась в начале 2007 года. Дизайн кузова был  разработан Кацухико Инатоми. Концепт под названием Lexus LF-Gh был представлен на Нью-Йоркском международном автосалоне в апреле 2011 года. В августе 2011 года тот же концепт был представлен в Калифорнии уже как новое поколение Lexus GS.
Новое поколение получило светодиодные передние и задние фары, решетку радиатора с «хищными» очертаниями. Подвеска была полностью переработана с использованием алюминиевых деталей, что позволило уменьшить неподрессоренные массы. Подвеска стала ощутимо более жесткой, но и автомобиль стал гораздо лучше управляемым. Были обновлены тормоза, теперь они имели 14-дюймовые тормозные диски. Версия GS 350F также оснащалась системой подруливания задними колесами.
Салон автомобиля получил обилие вставок из дерева, 12,5-дюймовый сенсорный дисплей, кресла стандартно имели 10 регулировок. В качестве опции предлагались кресла с 18 регулировками и аудиосистема Mark Levinson.
Силовые агрегаты изменились не сильно, разве что немного возросла мощность 3,5-литрового бензинового двигателя, однако значительно изменилась гибридная версия GS 450h: она оснащалась двигателем 2GR-FXE с циклом Аткинсона и степенью сжатия 13:1. За счёт этого  топливная экономичность выросла на 33 % по сравнению с предыдущим поколением GS 450h. Расположение тяговых аккумуляторных батарей было изменено, за счёт этого увеличился объём багажника, правда теперь автомобиль не имел запасного колеса — вместо него предлагались  «докатка» или ремкомплект. Интерьер гибридной версии был отделан бамбуковыми вставками.
Производство модели было начато в середине декабря 2011. Весной 2012 года продажи обновлённого GS начались в Европе, США, России и Канаде.

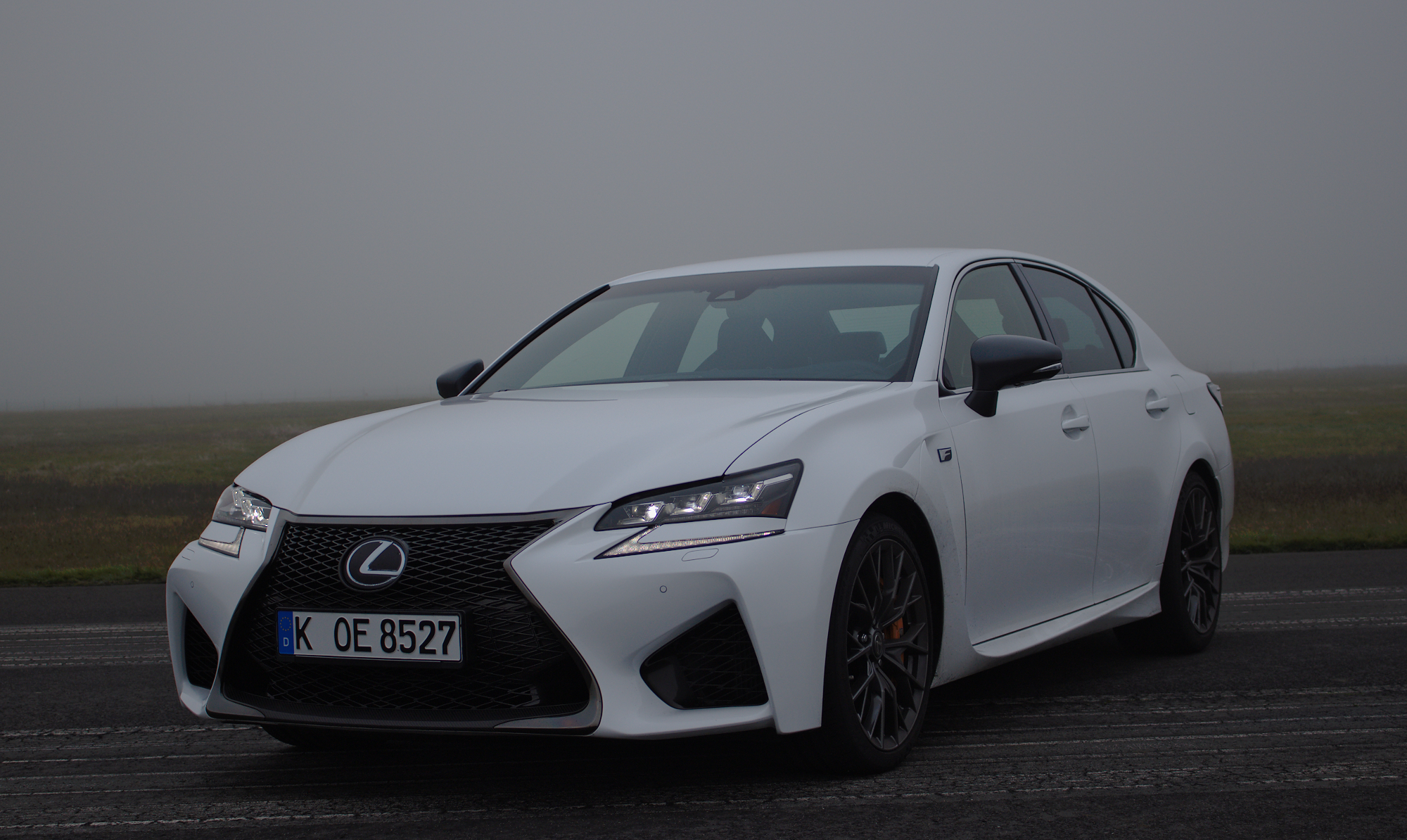
Lexus GS F 2016 модельного года

В 2015 году (2016 модельный год) Lexus GS подвергся рестайлингу. Изменились полностью передняя и задняя оптика, передний бампер и решетка радиатора, появились новые модификации противотуманных фар и новые цвета кузова, среди которых гамма ранее имевшегося цвета белый перламутр с кодом «077» пополнилась ещё двумя белыми цветами С кодами «083» и «085». Сенсорная панель в салоне имела большую диагональ, был усовершенствован проекционный дисплей на лобовом стекле и  другие электронные помощники, а сам салон подвергся рестайлингу. Система NightView больше не предлагалась.
Версия GS 250 была заменена версией GS 200t с турбированным двигателем объёмом 2,0 л, а версия GS 350 теперь оснащалась 3,5-литровым двигателем V6 с циклом Аткинсона. Для американского рынка модель GS 200t предлагалась как GS 300. Продажи в Европе и в США начались осенью 2015 года. В 2018 году продажи Lexus GS на европейском рынке были прекращены в пользу младшего семейства Lexus ES.
На российском рынке обновленные Lexus GS четвертого поколения официально не продавались.

### Lexus GS F
Принципиально новая модификация GS F была представлена на Североамериканском международном автосалоне в 2015 году. Данная модель имеет 5-литровый атмосферный двигатель  V8, работающий по циклу Аткинсона, развивающий мощность 467 л. с. при 7100 об/мин, агрегированный с 8-ступенчатой АКПП. Задний дифференциал повышенного трения. Тормоза фирмы Brembo имеют вентилируемые диски, систему распределения тормозных усилий, систему распределения крутящего момента между задними колесами. Были установлены также новые управляемые амортизаторы, а также выхлопная система в виде двойных вертикально расположенных выхлопных труб, по две трубы справа и слева. Спойлер на крышке багажника также претерпел изменения, отличные от ранних версий GS f-sport.
Автомобиль имеет 5 настроек стиля вождения, переключаемые «шайбой», которые управляют параметрами двигателя и подвески.
С 2016 года модель продавалась у официальных дилеров Lexus в России наряду с иностранными дилерами. Цена автомобиля составляла 6 390 000 рублей, а по скидке, предложенной дилером, он обходился около 5 400 000 рублей. Несмотря на это, в России продажи были незначительными. Ввиду указанных причин продажи Lexus GS F на российском рынке были свёрнуты в 2019 году. В США, Японии, Европе модель GS F была доступна вплоть до августа 2020 года, то есть до даты снятия с производства Lexus GS во всем мире.